# Silbo
Het Silbo Gomero (Gomeraanse fluit) is een fluittaal die "gesproken" wordt door sommige bewoners van het Canarische eiland La Gomera. De taal dient om te kunnen communiceren over de diepe valleien (barrancos) die op het hele eiland voorkomen. Een spreker van het Silbo Gomero wordt wel een "Silbador" genoemd.
Er is weinig bekend over de oorspronkelijke talen van de Canarische Eilanden, maar er wordt algemeen aangenomen dat ze een fonetisch systeem gehad moeten hebben dat simpel genoeg was om er een efficiënte gefloten taal van te maken. Het Silbo werd bedacht door de oorspronkelijke bewoners van het eiland, de zogeheten Guanches, en werd ook "gesproken" op Ferro, Tenerife en Gran Canaria. Het werd in de 16de eeuw door de laatste Guanches aangepast aan het Spaans, en overgenomen door de Spaanse kolonisten, en bleef op die manier bestaan. In 1976 waren er op Ferro nauwelijks nog sprekers van het Silbo te vinden, terwijl het aan het eind van de 19de eeuw nog een periode van bloei kende. Toen dit unieke communicatiemiddel aan het eind van de 20e eeuw op het punt stond uit te sterven, werd het door de lokale overheid ingesteld als verplicht schoolvak. Voor die tijd hing het overleven van de taal af van topografische factoren, en van het gemak waarmee  het geleerd werd door moedertaalsprekers.
Net als andere gefloten vormen van niet-tonale talen, houdt het Silbo min of meer vast aan de articulatie van gesproken taal. De taal is een gefloten vorm van het lokale Spaanse dialect.
Ramón Trujillo van de universiteit van La Laguna bracht in 1978 het boek El Silbo Gomero: Análisis lingüístico uit. Dit boek, waarin bijna honderd spectrogrammen te vinden zijn, toont duidelijk aan dat er in het Silbo Gomero slechts twee klinkers en vier medeklinkers te vinden zijn. De klinkers kunnen hoog of laag zijn, en de medeklinkers zijn stijgingen of dalingen in de melodielijn, en kunnen gebroken of continu zijn.
Trujillo's werk uit 2005 beschrijft tot in detail de verschillen tussen zijn empirische gegevens en de fonetische hypothese van Classe. El Silbo Gomero: Materiales didácticos is het gezaghebbende werk over dit onderwerp (voor zover nu bekend, is dit boek alleen verkrijgbaar in het Spaans - hoewel het complete boek online gratis verkrijgbaar is).
Manuel Carreiras van de universiteit van La Laguna en David Corna van de universiteit van Washington publiceerden in 2004 en 2005 een onderzoek naar het Silbo, waarin werd beweerd dat het Silbo in de hersenen op dezelfde manier verwerkt wordt als gesproken taal. Hun studie van Spaanssprekenden (van wie sommigen het Silbo wel beheersten, en anderen niet) toonde door het meten van hersenenactiviteit aan dat, terwijl het Silbo door niet-sprekers slechts als gefluit verwerkt wordt, de sprekers van het Silbo de fluittonen verwerken in dezelfde linguïstische centra van de hersenen waar ook gesproken Spaanse zinnen verwerkt worden.
Sinds 2009 staat Silbo op de Lijst van Meesterwerken van het Orale en Immateriële Erfgoed van de Mensheid van  UNESCO.

## Aanverwante artikelen
- Spaans
- Solresol
- Taal
- La Gomera